# Lista de episódios de Two and a Half Men

Logotipo do seriado americano.

A seguir se apresenta a lista dos episódios de Two and a Half Men, uma série de televisão estadunidense de comédia de situação transmitida pela rede de televisão CBS, criada por Chuck Lorre e Lee Aronsohn, que estreou no dia 22 de setembro de 2003.
Situada na praia de Malibu, Califórnia, a atração é sobre dois irmãos bem diferentes um do outro: Charlie Harper, um solteiro que está sempre de bem com a vida, se envolvendo com jogos, bebidas e mulheres; Alan e seu filho chamado Jake, que passa a morar junto com ele em sua mansão na praia de Malibu, depois que sua esposa pediu divórcio.
Charlie Sheen foi demitido após ofender novamente os diretores da série. A partir da nona temporada, a série passa a ter Walden Schimidt (Ashton Kutcher), um bilionário da internet que compra a antiga casa de Charlie Harper. Sem ter para onde ir, Alan pede para que Walden deixe ele passar uns dias em sua nova casa. Com pena de Alan, Walden o acolhe.
Todos os episódios tem como título uma das frases dita por um dos personagens naquele referido episódio.

## Exibição da série
| Temp. | Temp. | Ep. | Originalmente Exibido  | Originalmente Exibido   | Lançamento em DVD      | Lançamento em DVD      | Lançamento em DVD       | Lançamento em DVD       |
| Temp. | Temp. | Ep. | Início                 | Término                 | Região 1               | Região 2               | Região 3                | Região 4                |
| ----- | ----- | --- | ---------------------- | ----------------------- | ---------------------- | ---------------------- | ----------------------- | ----------------------- |
|       | 1     | 24  | 22 de setembro de 2003 | 24 de maio de 2004      | 11 de setembro de 2007 | 12 de setembro de 2005 | 16 de fevereiro de 2006 | 01 de fevereiro de 2006 |
|       | 2     | 24  | 20 de setembro de 2004 | 23 de maio de 2005      | 08 de janeiro de 2008  | 28 de agosto de 2006   | 06 de setembro de 2006  | 13 de setembro de 2006  |
|       | 3     | 24  | 19 de setembro de 2005 | 22 de maio de 2006      | 13 de maio de 2008     | 19 de maio de 2008     | 23 de julho de 2008     | 23 de julho de 2008     |
|       | 4     | 24  | 18 de setembro de 2006 | 14 de maio de 2007      | 23 de setembro de 2008 | 06 de outubro de 2008  | 01 de outubro de 2008   | 01 de outubro de 2008   |
|       | 5     | 19  | 24 de setembro de 2007 | 19 de maio de 2008      | 12 de maio de 2009     | 13 de abril de 2009    | 01 de julho de 2009     | 01 de julho de 2009     |
|       | 6     | 24  | 22 de setembro de 2008 | 18 de maio de 2009      | 01 de setembro de 2009 | 05 de outubro de 2009  | 03 de março de 2010     | 03 de março de 2010     |
|       | 7     | 22  | 21 de setembro de 2009 | 24 de maio de 2010      | 21 de setembro de 2010 | 21 de setembro de 2010 | 23 de maio de 2011      | 13 de outubro de 2010   |
|       | 8     | 16  | 20 de setembro de 2010 | 14 de fevereiro de 2011 | 06 de setembro de 2011 | 08 de agosto de 2011   | —                       | 23 de agosto de 2011    |
|       | 9     | 24  | 19 de setembro de 2011 | 14 de maio de 2012      | 28 de agosto de 2012   | 01 de outubro de 2012  | —                       | 31 de outubro de 2012   |
|       | 10    | 23  | 27 de setembro de 2012 | 09 de maio de 2013      | 24 de setembro de 2013 | 30 de setembro de 2013 | —                       | 23 de outubro de 2013   |
|       | 11    | 22  | 26 de setembro de 2013 | 8 de maio de 2014       | 14 de outubro de 2014  | 20 de outubro de 2014  | —                       | 3 de dezembro de 2014   |

## Episódios

### Primeira temporada: 2003–2004
| Nº na série | Nº na temporada | Título | Dirigido por     | Escrito por                                                                   | Exibição original       | Audiência (milhões) |
| ----------- | --------------- | --- | ---------------- | ----------------------------------------------------------------------------- | ----------------------- | ------------------- |
| 1           | 1               | "Pilot" "Piloto"                                                                                           | James Burrows    | Chuck Lorre e Lee Aronsohn                                                    | 22 de setembro de 2003  | 18.44               |
| 2           | 2               | "Big Flappy Bastards" "Ímbecis de Asas"                                                                    | Andy Ackerman    | História: Chuck Lorre e Lee Aronsohn Roteiro: Eddie Gorodetsky e Jeff Abugov  | 29 de setembro de 2003  | 16.18               |
| 3           | 3               | "Go East on Sunset Until You Reach the Gates of Hell" "Vá para o Inferno"                                  | Andy Ackerman    | História: Chuck Lorre e Don Foster Roteiro: Lee Aronsohn e Mark Roberts       | 6 de outubro de 2003    | 14.82               |
| 4           | 4               | "If I Can't Write My Chocolate Song, I'm Going to Take a Nap" "Se Não Dá pra Compor, Vou Tirar Uma Soneca" | Andy Ackerman    | História: Chuck Lorre e Lee Aronsohn Roteiro: Susan Beavers e Don Foster      | 13 de outubro de 2003   | 14.73               |
| 5           | 5               | "The Last Thing You Want to Do Is Wind Up with a Hump" "Quer Acabar Corcunda?"                             | Andy Ackerman    | História: Chuck Lorre e Lee Aronsohn Roteiro: Eddie Gorodetsky e Jeff Abugov  | 20 de outubro de 2003   | 15.24               |
| 6           | 6               | "Did You Check with the Captain of the Flying Monkeys?" "Você Procurou Direito?"                           | Andy Ackerman    | História: Chuck Lorre e Lee Aronsohn Roteiro: Susan Beavers e Don Foster      | 27 de outubro de 2003   | 15.82               |
| 7           | 7               | "If They Do Go Either Way, They're Usually Fake" "Se Vão para o Mesmo Lado, São Falsos"                    | Andy Ackerman    | História: Chuck Lorre e Don Foster Roteiro: Lee Aronsohn e Mark Roberts       | 3 de novembro de 2003   | 16.02               |
| 8           | 8               | "Twenty-Five Little Pre-pubers Without a Snootful" "Vinte e Cinco Pré-Adolescentes"                        | Chuck Lorre      | História: Chuck Lorre e Lee Aronsohn Roteiro: Eddie Gorodetsky e Jeff Abugov  | 10 de novembro de 2003  | 15.81               |
| 9           | 9               | "Phase One, Complete" "Fase Um, Concluída"                                                                 | Andy Ackerman    | História: Chuck Lorre e Lee Aronsohn Roteiro: Susan Beavers e Don Foster      | 17 de novembro de 2003  | 15.98               |
| 10          | 10              | "Merry Thanksgiving" "Feliz Ação de Graças"                                                                | Jay Sandrich     | Chuck Lorre e Lee Aronsohn                                                    | 24 de novembro de 2003  | 17.14               |
| 11          | 11              | "Alan Harper, Frontier Chiropractor" "Banho de Loja"                                                       | Robert Berlinger | História: Chuck Lorre e Don Foster Roteiro: Lee Aronsohn e Mark Roberts       | 15 de dezembro de 2003  | 14.77               |
| 12          | 12              | "Camel Filters and Pheromones" "Cigarros e Feromônios"                                                     | Robert Berlinger | História: Chuck Lorre e Lee Aronsohn Roteiro: Susan Beavers e Mark Roberts    | 5 de janeiro de 2004    | 16.75               |
| 13          | 13              | "Sarah Like Puny Alan" "Falta de Sorte"                                                                    | Robert Berlinger | História: Chuck Lorre Roteiro: Lee Aronsohn e Don Foster                      | 12 de janeiro de 2004   | 17.86               |
| 14          | 14              | "I Can't Afford Hyenas" "Dureza"                                                                           | Rob Schiller     | História: Chuck Lorre e Lee Aronsohn Roteiro: Eddie Gorodetsky e Jeff Abugov  | 2 de fevereiro de 2004  | 16.48               |
| 15          | 15              | "Round One to the Hot Crazy Chick" "Um a Zero pra Doida"                                                   | Andrew D. Weyman | Chuck Lorre e Lee Aronsohn                                                    | 9 de fevereiro de 2004  | 16.96               |
| 16          | 16              | "That Was Saliva, Alan" "Era Saliva, Alan"                                                                 | Andrew D. Weyman | Chuck Lorre e Lee Aronsohn                                                    | 16 de fevereiro de 2004 | 17.39               |
| 17          | 17              | "Ate the Hamburgers, Wearing the Hats" "Não Tira o Boné"                                                   | Andrew D. Weyman | História: Jeff Abugov e Eric Lapidus Roteiro: Eddie Gorodetsky e Mark Roberts | 23 de fevereiro de 2004 | 16.48               |
| 18          | 18              | "An Old Flame with a New Wick" "Velhos Amores"                                                             | Andrew D. Weyman | História: Chuck Lorre e Don Foster Roteiro: Lee Aronsohn e Mark Roberts       | 1 de março de 2004      | 17.10               |
| 19          | 19              | "I Remember the Coatroom, I Just Don't Remember You" "Não Me Lembro de Você"                               | Gail Mancuso     | História: Chuck Lorre e Lee Aronsohn Roteiro: Eddie Gorodetsky e Don Foster   | 22 de março de 2004     | 16.43               |
| 20          | 20              | "Hey, I Can Pee Outside in the Dark" "Xixi no Escuro"                                                      | Gary Halvorson   | História: Chuck Lorre e Lee Aronsohn Roteiro: Jeff Abugov e Mark Roberts      | 19 de abril de 2004     | 14.58               |
| 21          | 21              | "No Sniffing, No Wowing" "Sem Gracinhas"                                                                   | Rob Schiller     | História: Lee Aronsohn e Susan Beavers Roteiro: Chuck Lorre e Don Foster      | 3 de maio de 2004       | 16.20               |
| 22          | 22              | "My Doctor Has a Cow Puppet" "Terapia Familiar"                                                            | Gail Mancuso     | História: Lee Aronsohn e Don Foster Roteiro: Chuck Lorre e Eddie Gorodetsky   | 10 de maio de 2004      | 16.01               |
| 23          | 23              | "Just Like Buffalo" "Como Búfalos"                                                                         | Rob Schiller     | História: Chuck Lorre e Susan Beavers Roteiro: Lee Aronsohn e Don Foster      | 17 de maio de 2004      | 15.20               |
| 24          | 24              | "Can You Feel My Finger?" "Visita ao Urologista"                                                           | Rob Schiller     | Chuck Lorre e Lee Aronsohn                                                    | 24 de maio de 2004      | 18.20               |

### Segunda temporada: 2004–2005
| Nº na série | Nº na temporada | Título                                                                   | Dirigido por   | Escrito por                                                                    | Exibição original       | Audiência (milhões) |
| ----------- | --------------- | ------------------------------------------------------------------------ | -------------- | ------------------------------------------------------------------------------ | ----------------------- | ------------------- |
| 25          | 1               | "Back Off, Mary Poppins" "Já Chega, Mary Poppins"                        | Pamela Fryman  | História: Chuck Lorre Roteiro: Lee Aronsohn e Susan Beavers                    | 20 de setembro de 2004  | 16.40               |
| 26          | 2               | "Enjoy Those Garlic Balls" "Aproveita as Bolinhas de Alho"               | Pamela Fryman  | História: Chuck Lorre e Lee Aronsohn Roteiro: Eddie Gorodetsky e Don Foster    | 27 de setembro de 2004  | 16.60               |
| 27          | 3               | "A Bag Full of Jawea" "Fazendo Sinais"                                   | Pamela Fryman  | História: Chuck Lorre e Lee Aronsohn Roteiro: Jeff Abugov e Mark Roberts       | 4 de outubro de 2004    | 16.40               |
| 28          | 4               | "Go Get Mommy's Bra" "Devolve o Sutiã da Mamãe"                          | Pamela Fryman  | História: Chuck Lorre e Eddie Gorodetsky Roteiro: Lee Aronsohn e Don Foster    | 11 de outubro de 2004   | 17.20               |
| 29          | 5               | "Bad News from the Clinic?" "Notícias Ruins"                             | Pamela Fryman  | História: Chuck Lorre e Lee Aronsohn Roteiro: Jeff Abugov e Mark Roberts       | 18 de outubro de 2004   | 16.28               |
| 30          | 6               | "The Price of Healthy Gums is Eternal Vigilance" "Revelações do Passado" | Pamela Fryman  | História: Chuck Lorre e Lee Aronsohn Roteiro: Eddie Gorodetsky e Mark Roberts  | 25 de outubro de 2004   | 17.20               |
| 31          | 7               | "A Kosher Slaughterhouse Out in Fontana" "Mãe, Te Amamos"                | Pamela Fryman  | História: Don Foster Roteiro: Chuck Lorre e Lee Aronsohn                       | 8 de novembro de 2004   | 16.00               |
| 32          | 8               | "Frankenstein and the Horny Villagers" "Tirando o Atraso"                | Pamela Fryman  | História: Jeff Abugov e Don Foster Adaptação: Chuck Lorre e Lee Aronsohn       | 15 de novembro de 2004  | 17.47               |
| 33          | 9               | "Yes, Monsignor" "Surpresa Desagradável"                                 | Pamela Fryman  | História: Chuck Lorre e Lee Aronsohn Roteiro: Susan Beavers e Jeff Abugov      | 22 de novembro de 2004  | 18.94               |
| 34          | 10              | "The Salmon Under My Sweater" "Cinemas e Músicas"                        | Pamela Fryman  | História: Chuck Lorre e Lee Aronsohn Roteiro: Don Foster e Mark Roberts        | 29 de novembro de 2004  | 17.88               |
| 35          | 11              | "Last Chance to See Those Tattoos" "Novidades do Computador"             | Pamela Fryman  | Chuck Lorre e Lee Aronsohn                                                     | 13 de dezembro de 2004  | 16.20               |
| 36          | 12              | "A Lungful of Alan" "Fica com o Alan"                                    | Pamela Fryman  | História: Chuck Lorre e Lee Aronsohn Roteiro: Mark Roberts e Eddie Gorodetsky  | 3 de janeiro de 2005    | 18.03               |
| 37          | 13              | "Zejdz Z Moich Wlosów (a.k.a. Get Off My Hair)" "Visitas Indesejáveis"   | Pamela Fryman  | História: Susan Beavers e Eddie Gorodetsky Roteiro: Chuck Lorre e Lee Aronsohn | 17 de janeiro de 2005   | 18.14               |
| 38          | 14              | "Those Big Pink Things with Coconut" "Chantagem Emocional"               | Pamela Fryman  | História: Chuck Lorre e Lee Aronsohn Roteiro: Don Foster e Jeff Abugov         | 31 de janeiro de 2005   | 17.01               |
| 39          | 15              | "Smell the Umbrella Stand" "Mal Estar"                                   | Pamela Fryman  | História: Chuck Lorre e Lee Aronsohn Roteiro: Don Foster e Susan Beavers       | 7 de fevereiro de 2005  | 16.75               |
| 40          | 16              | "Can You Eat Human Flesh with Wooden Teeth?" "Memória Fraca"             | Pamela Fryman  | História: Chuck Lorre e Lee Aronsohn Roteiro: Don Foster e Susan Beavers       | 14 de fevereiro de 2005 | 16.78               |
| 41          | 17              | "Woo-Hoo, a Hernia Exam!" "Oba! Exame"                                   | Pamela Fryman  | História: Mark Roberts e Susan Beavers Roteiro: Chuck Lorre e Lee Aronsohn     | 21 de fevereiro de 2005 | 17.50               |
| 42          | 18              | "It Was 'Mame,' Mom" "Opção Sexual"                                      | Pamela Fryman  | História: Chuck Lorre e Lee Aronsohn Roteiro: Eddie Gorodetsky e Mark Roberts  | 7 de março de 2005      | 17.45               |
| 43          | 19              | "A Low, Guttural Tongue-Flapping Noise" "Entre Irmãos"                   | Gary Halvorson | História: Mark Roberts e Eddie Gorodetsky Roteiro: Chuck Lorre e Lee Aronsohn  | 21 de março de 2005     | 15.92               |
| 44          | 20              | "I Always Wanted a Shaved Monkey" "Sempre Quis Um Macaquinho"            | Asaad Kelada   | História: Susan Beavers e Jeff Abugov Roteiro: Chuck Lorre e Lee Aronsohn      | 18 de abril de 2005     | 17.13               |
| 45          | 21              | "A Sympathetic Crotch to Cry On" "Ombro Amigo"                           | Pamela Fryman  | História: Chuck Lorre e Lee Aronsohn Roteiro: Mark Roberts e Eddie Gorodetsky  | 2 de maio de 2005       | 17.93               |
| 46          | 22              | "That Old Hose Bag is My Mother" "Meu Carro Novo"                        | Gary Halvorson | História: Chuck Lorre e Lee Aronsohn Roteiro: Mark Roberts e Don Foster        | 9 de maio de 2005       | 17.96               |
| 47          | 23              | "Squab, Squab, Squab, Squab, Squab" "Pombo, Pombo"                       | J.D. Lobue     | História: Chuck Lorre e Lee Aronsohn Roteiro: Susan Beavers e Don Foster       | 16 de maio de 2005      | 24.24               |
| 48          | 24              | "Does This Smell Funny to You?" "Qual é a Graça?"                        | Pamela Fryman  | História: Chuck Lorre e Lee Aronsohn Roteiro: Susan Beavers e Jeff Abugov      | 23 de maio de 2005      | 14.37               |

### Terceira temporada: 2005–2006
| Nº na série | Nº na temporada | Título                                                             | Dirigido por   | Escrito por                                                                                  | Exibição original       | Audiência (milhões) |
| ----------- | --------------- | ------------------------------------------------------------------ | -------------- | -------------------------------------------------------------------------------------------- | ----------------------- | ------------------- |
| 49          | 1               | "Weekend in Bangkok with Two Olympic Gymnasts" "Chama o Cara"      | Gary Halvorson | Chuck Lorre e Lee Aronsohn                                                                   | 19 de setembro de 2005  | 15.04               |
| 50          | 2               | "Principal Gallagher's Lesbian Lover" "Que Peitão"                 | Gary Halvorson | História: Susan Beavers e Eddie Gorodetsky Roteiro: Chuck Lorre e Lee Aronsohn               | 26 de setembro de 2005  | 14.37               |
| 51          | 3               | "Carpet Burns and a Bite Mark" "Relembrando o Passado"             | Gary Halvorson | História: Chuck Lorre Roteiro: Lee Aronsohn e Don Foster                                     | 3 de outubro de 2005    | 14.21               |
| 52          | 4               | "Your Dismissive Attitude Toward Boobs" "Cai Fora"                 | Gary Halvorson | História: Chuck Lorre e Lee Aronsohn Roteiro: Eddie Gorodetsky e Mark Roberts                | 10 de outubro de 2005   | 15.24               |
| 53          | 5               | "We Called It Mr. Pinky" "Trauma Sexual"                           | Gary Halvorson | História: Mark Roberts e Susan Beavers Roteiro: Chuck Lorre e Lee Aronsohn                   | 17 de outubro de 2005   | 15.56               |
| 54          | 6               | "Hi, Mr. Horned One" "Oi, Senhor Chifrudo"                         | Gary Halvorson | História: Eddie Gorodetsky e Mark Roberts Roteiro: Chuck Lorre e Lee Aronsohn                | 24 de outubro de 2005   | 16.77               |
| 55          | 7               | "Sleep Tight, Puddin' Pop" "Dorme Bem, Pudinzinho"                 | Gary Halvorson | História: Eddie Gorodetsky e Don Foster Roteiro: Chuck Lorre e Lee Aronsohn                  | 7 de novembro de 2005   | 16.19               |
| 56          | 8               | "That Voodoo That I Do Do" "Meu Negócio é Mulher"                  | Gary Halvorson | História: Chuck Lorre e Lee Aronsohn Roteiro: Eddie Gorodetsky e Mark Roberts                | 14 de novembro de 2005  | 15.17               |
| 57          | 9               | "Madame and Her Special Friend" "O Amigo Especial da Madame"       | Asaad Kelada   | História: Jeff Abugov e Susan Beavers Roteiro: Chuck Lorre e Lee Aronsohn                    | 21 de novembro de 2005  | 15.74               |
| 58          | 10              | "Something Salted and Twisted" "Agradando as Mulheres"             | Rob Schiller   | História: Eddie Gorodetsky e Mark Roberts Roteiro: Chuck Lorre e Lee Aronsohn                | 28 de novembro de 2005  | 16.53               |
| 59          | 11              | "Santa's Village of the Damned" "Noite de Natal"                   | Rob Schiller   | História: Chuck Lorre e Lee Aronsohn Roteiro: Don Foster e Susan Beavers                     | 19 de dezembro de 2005  | 17.71               |
| 60          | 12              | "That Special Tug" "Aperto Especial"                               | Rob Schiller   | História: Don Foster e Susan Beavers Roteiro: Chuck Lorre e Lee Aronsohn                     | 9 de janeiro de 2006    | 17.20               |
| 61          | 13              | "Humiliation is a Visual Medium" "Humilhação"                      | Rob Schiller   | História: Chuck Lorre e Lee Aronsohn Roteiro: Mark Roberts e Eddie Gorodetsky                | 23 de janeiro de 2006   | 17.07               |
| 62          | 14              | "Love Isn't Blind, It's Retarded" "O Amor Não é Cego, é Retardado" | Gary Halvorson | História: Chuck Lorre, Lee Aronsohn e Jeff Abugov Roteiro: Don Foster e Susan Beavers        | 6 de fevereiro de 2006  | 16.33               |
| 63          | 15              | "My Tongue is Meat" "Carnívoro"                                    | Gary Halvorson | História: Eddie Gorodetsky e Mark Roberts Roteiro: Chuck Lorre e Lee Aronsohn                | 27 de fevereiro de 2006 | 17.04               |
| 64          | 16              | "Ergo, the Booty Call" "Então, é a Surpresa"                       | Gary Halvorson | História: Chuck Lorre e Lee Aronsohn Roteiro: Don Foster e Susan Beavers                     | 6 de março de 2006      | 17.06               |
| 65          | 17              | "The Unfortunate Little Schnauzer" "Premiação"                     | Gary Halvorson | História: Chuck Lorre e Lee Aronsohn Roteiro: Mark Roberts e Eddie Gorodetsky                | 13 de março de 2006     | 17.37               |
| 66          | 18              | "The Spit-Covered Cobbler" "Despesas"                              | Gary Halvorson | História: Eddie Gorodetsky & Mark Roberts Roteiro: Chuck Lorre e Lee Aronsohn                | 20 de março de 2006     | 16.72               |
| 67          | 19              | "Golly Moses, She's a Muffin" "Seca"                               | Gary Halvorson | História: Chuck Lorre e Lee Aronsohn Roteiro: Mark Roberts e Eddie Gorodetsky                | 10 de abril de 2006     | 14.05               |
| 68          | 20              | "Always a Bridesmaid, Never a Burro" "Reconciliação"               | Gary Halvorson | História: Chuck Lorre e Lee Aronsohn Roteiro: Susan Beavers e Don Foster                     | 24 de abril de 2006     | 14.47               |
| 69          | 21              | "And the Plot Moistens" "O Musical"                                | Jerry Zaks     | História: Eddie Gorodetsky e Jim Patterson Roteiro: Chuck Lorre, Lee Aronsohn e Mark Roberts | 1 de maio de 2006       | 14.31               |
| 70          | 22              | "Just Once with Aunt Sophie" "A Primeira Vez"                      | Lee Aronsohn   | Chuck Lorre e Lee Aronsohn                                                                   | 8 de maio de 2006       | 14.87               |
| 71          | 23              | "Arguments for the Quickie" "Desculpa para Uma Rapidinha"          | James Widdoes  | História: Susan Beavers e Don Foster Roteiro: Chuck Lorre e Lee Aronsohn                     | 15 de maio de 2006      | 11.04               |
| 72          | 24              | "That Pistol-Packin' Hermaphrodite" "Casamento"                    | James Widdoes  | História: Chuck Lorre e Lee Aronsohn Roteiro: Susan Beavers e Don Foster                     | 22 de maio de 2006      | 15.51               |

### Quarta temporada: 2006–2007
| Título Original                                  | Data de Exibição        | #        |
| ------------------------------------------------ | ----------------------- | -------- |
| Working for Caligula "Trabalhando Para Caligula" | 18 de Setembro de 2006  | 73 - 401 |
| "Who's Vod Kanockers?"                           | 25 de Setembro de 2006  | 74 - 402 |
| "The Sea is a Harsh Mistress"                    | 2 de Outubro de 2006    | 75 - 403 |
| "A Pot Smoking Monkey"                           | 9 de Outubro de 2006    | 76 - 404 |
| "A Live Woman of Proven Fertility"               | 16 de Outubro de 2006   | 77 - 405 |
| "Apologies for the Frivolity"                    | 23 de Outubro de 2006   | 78 - 406 |
| "Repeated Blows to His Unformed Head"            | 6 de Novembro de 2006   | 79 - 407 |
| "Release the Dogs"                               | 13 de Novembro de 2006  | 80 - 408 |
| "Corey's Been Dead for an Hour"                  | 20 de Novembro de 2006  | 81 - 409 |
| "Kissing Abraham Lincoln"                        | 27 de Novembro de 2006  | 82 - 410 |
| "Walnuts and Demerol"                            | 11 de Dezembro de 2006  | 83 - 411 |
| "Castrating Sheep in Montana"                    | 8 de Janeiro de 2007    | 84 - 412 |
| "Don't Worry, Speed Racer"                       | 22 de Janeiro de 2007   | 85 - 413 |
| "That's Summer Sausage, Not Salami"              | 5 de Fevereiro de 2007  | 86 - 414 |
| "My Damn Stalker"                                | 12 de Fevereiro de 2007 | 87 - 415 |
| "Young People Have Phlegm Too"                   | 19 de Fevereiro de 2007 | 88 - 416 |
| "I Merely Slept With a Commie"                   | 26 de Fevereiro de 2007 | 89 - 417 |
| "It Never Rains in Hooterville"                  | 19 de Março de 2007     | 90 - 418 |
| "Smooth as a Ken Doll"                           | 9 de Abril de 2007      | 91 - 419 |
| "Aunt Myra Doesn't Pee a Lot"                    | 16 de Abril de 2007     | 92 - 420 |
| "Tucked, Taped and Gorgeous"                     | 23 de Abril de 2007     | 93 - 421 |
| "Mr. McGlue's Feedbag"                           | 30 de Abril de 2007     | 94 - 422 |
| "Anteaters. They're Just Crazy-Lookin'"          | 7 de Maio de 2007       | 95 - 423 |
| "Prostitutes and Gelato"                         | 14 de Maio de 2007      | 96 - 424 |

### Quinta temporada: 2007–2008
| Título Original                                  | Data de Exibição       | #         |
| ------------------------------------------------ | ---------------------- | --------- |
| "Media Room Slash Dungeon"                       | 1 de Outubro de 2007   | 98 - 502  |
| "Dum Diddy Dum Diddy Doo"                        | 8 de Outubro de 2007   | 99 - 503  |
| "City of Great Racks Forever"                    | 15 de Outubro de 2007  | 100 - 504 |
| "Putting Swim Fins on a Cat"                     | 22 de Outubro de 2007  | 101 - 505 |
| "Help Daddy Find His Toenail"                    | 29 de Outubro de 2007  | 102 - 506 |
| "The Leather Gear Is in the Guest Room"          | 5 de Novembro de 2007  | 103 - 507 |
| "Is There a Mrs. Waffles?"                       | 12 de Novembro de 2007 | 104 - 508 |
| "Tight's Good"                                   | 19 de Novembro de 2007 | 105 - 509 |
| "Kinda Like Necrophilia"                         | 26 de Novembro de 2007 | 106 - 510 |
| "Meander to Your Dander"                         | 17 de Março de 2008    | 107 - 511 |
| "A Little Clammy and None Too Fresh"             | 24 de Março de 2008    | 108 - 512 |
| "The Soil Is Moist"                              | 31 de Março de 2008    | 109 - 513 |
| "Winky-Dink Time"                                | 14 de Abril de 2008    | 110 - 514 |
| "Rough Night in Hump Junction (His Ugly Bundle)" | 21 de Abril de 2008    | 111 - 515 |
| "Look at Me, Mommy, I'm Pretty"                  | 28 de Abril de 2008    | 112 - 516 |
| "Fish in a Drawer"                               | 5 de Maio de 2008      | 113 - 517 |
| "If My Hole Could Talk"                          | 12 de Maio de 2008     | 114 - 518 |
| "Waiting for the Right Snapper"                  | 19 de Maio de 2008     | 115 - 519 |

### Sexta temporada: 2008–2009
| Título Original                         | Data de Exibição       | #         |
| --------------------------------------- | ---------------------- | --------- |
| "Taterhead Is Our Love Child"           | 22 de Setembro de 2008 | 116 - 601 |
| "Pie Hole, Herb"                        | 29 de Setembro de 2008 | 117 - 602 |
| "Damn You, Eggs Benedict"               | 6 de Outubro de 2008   | 118 - 603 |
| "The Flavin' and the Mavin'"            | 13 de Outubro de 2008  | 119 - 604 |
| "A Jock Strap in Hell"                  | 20 de Outubro de 2008  | 120 - 605 |
| "It's Always Nazi Week"                 | 3 de Novembro de 2008  | 121 - 606 |
| "Best H.O. Money Can Buy"               | 10 de Novembro de 2008 | 122 - 607 |
| "Pinocchio's Mouth"                     | 17 de Novembro de 2008 | 123 - 608 |
| "A Mooch at the Boo"                    | 24 de Novembro de 2008 | 124 - 609 |
| "He Smelled the Ham, He Got Excited"    | 8 de Dezembro de 2008  | 125 - 610 |
| "The Devil's Lube"                      | 15 de Dezembro de 2008 | 126 - 611 |
| "Thank God for Scoliosis"               | 12 de Janeiro de 2009  | 127 - 612 |
| "I Think You Offended Don"              | 19 de Janeiro de 2009  | 128 - 613 |
| "David Copperfield Slipped Me A Roofie" | 2 de Fevereiro de 2009 | 129 - 614 |
| "I'd Like to Start with the Cat"        | 9 de Fevereiro de 2009 | 130 - 615 |
| "She'll Still Be Dead at Halftime"      | 2 de Março de 2009     | 131 - 616 |
| "The 'Ocu' or the 'Pado'?"              | 9 de Março de 2009     | 132 - 617 |
| "My Son's Enormous Head"                | 16 de Março de 2009    | 133 - 618 |
| "The Two Finger Rule"                   | 30 de Março de 2009    | 134 - 619 |
| "Hello, I'm Alan Cousteau"              | 13 de Abril de 2009    | 135 - 620 |
| "Above Exalted Cyclops"                 | 27 de Abril de 2009    | 136 - 621 |
| "Sir Lancelot's Litter Box"             | 4 de Maio de 2009      | 137 - 622 |
| "Good Morning, Mrs. Butterworth"        | 11 de Maio de 2009     | 138 - 623 |
| "Baseball Was Better With Steroids"     | 18 de Maio de 2009     | 139 - 624 |

### Sétima temporada: 2009–2010
| Título Original                       | Data de Exibição       | #         |
| ------------------------------------- | ---------------------- | --------- |
| "818-jklpuzo"                         | 21 de Setembro de 2009 | 140 - 701 |
| "Whipped Unto the Third Generation"   | 28 de Setembro de 2009 | 141 - 702 |
| "Mmm, Fish. Yum."                     | 5 de Outubro de 2009   | 142 - 703 |
| "Laxative Tester, Horse Inseminator"  | 12 de Outubro de 2009  | 143 - 704 |
| "For the Sake of the Child"           | 19 de Outubro de 2009  | 144 - 705 |
| "Give Me Your Thumb"                  | 2 de Novembro de 2009  | 145 - 706 |
| "Untainted by Filth"                  | 9 de Novembro de 2009  | 146 - 707 |
| "Gorp. Fnark. Schmegle."              | 16 de Novembro de 2009 | 147 - 708 |
| "Captain Terry's Spray-On Hair"       | 23 de Novembro de 2009 | 148 - 709 |
| "That's Why They Call It Ball Room"   | 7 de Dezembro de 2009  | 149 - 710 |
| "Warning, It's Dirty"                 | 7 de Dezembro de 2009  | 150 - 711 |
| "Fart Jokes, Pie and Celeste"         | 11 de Janeiro de 2010  | 151 - 712 |
| "Yay, No Polyps!"                     | 18 de Janeiro de 2010  | 152 - 713 |
| "Crude and Uncalled For"              | 1 de Fevereiro de 2010 | 153 - 714 |
| "Aye, Aye, Captain Douche"            | 8 de Fevereiro de 2010 | 154 - 715 |
| "Tinkle Like a Princess"              | 1 de Março de 2010     | 155 - 716 |
| "I Found Your Moustache"              | 8 de Março de 2010     | 156 - 717 |
| "Ixnay on the Oggie Day"              | 22 de Março de 2010    | 157 - 718 |
| "Keith Moon Is Vomiting in His Grave" | 12 de Abril de 2010    | 158 - 719 |
| "I Called Him Magoo"                  | 10 de Maio de 2010     | 159 - 720 |
| "Gumby with a Pokey"                  | 17 de Maio de 2010     | 160 - 721 |
| "This Is Not Gonna End Well"          | 24 de Maio de 2010     | 161 - 722 |

### Oitava temporada: 2010–2011
| Título Original                          | Data de Exibição        | #         |
| ---------------------------------------- | ----------------------- | --------- |
| "Three Girls and a Guy Named Bud"        | 20 de Setembro de 2010  | 162 - 801 |
| "A Bottle of Wine and a Jackhammer"      | 27 de Setembro de 2010  | 163 - 802 |
| "A Pudding-Filled Cactus"                | 4 de Outubro de 2010    | 164 - 803 |
| "Hookers, Hookers, Hookers"              | 11 de Outubro de 2010   | 165 - 804 |
| "The Immortal Mr. Billy Joel"            | 18 de Outubro de 2010   | 166 - 805 |
| "Twanging Your Magic Clanger"            | 25 de Outubro de 2010   | 167 - 806 |
| "The Crazy Bitch Gazette"                | 1 de Novembro de 2010   | 168 - 807 |
| "Springtime on a Stick"                  | 8 de Novembro de 2010   | 169 - 808 |
| "A Good Time in Central Africa"          | 15 de Novembro de 2010  | 170 - 809 |
| "Ow, Ow, Don't Stop"                     | 22 de Novembro de 2010  | 171 - 810 |
| "Dead from the Waist Down"               | 6 de Dezembro de 2010   | 172 - 811 |
| "Chocolate Diddlers or My Puppy's Dead"  | 13 de Dezembro de 2010  | 173 - 812 |
| "Skunk, Dog, Crap and Ketchup"           | 3 de Janeiro de 2011    | 174 - 813 |
| "Lookin' for Japanese Subs"              | 17 de Janeiro de 2011   | 175 - 814 |
| "Three hookers and a Philly Cheesesteak" | 7 de Fevereiro de 2011  | 176 - 815 |
| "That Darn Priest"                       | 14 de Fevereiro de 2011 | 177 - 816 |

### Nona temporada: 2011–2012
| Título Original                    | Data de Exibição        | #         |
| ---------------------------------- | ----------------------- | --------- |
| "Nice to Meet You, Walden Schmidt" | 19 de Setembro de 2011  | 178 - 901 |
| "People Who Love Peepholes"        | 26 de Setembro de 2011  | 179 - 902 |
| "Big Girls Don't Throw Food"       | 3 de Outubro de 2011    | 180 - 903 |
| "Nine Magic Fingers"               | 10 de Outubro de 2011   | 181 - 904 |
| "A Giant Cat Holding Churro"       | 17 de Outubro de 2011   | 182 - 905 |
| "The Squat and the Hover"          | 24 de Outubro de 2011   | 183 - 906 |
| "Those Fancy Japanese Toilets"     | 31 de Outubro de 2011   | 184 - 907 |
| "Thank you for the Intercourse"    | 7 de Novembro de 2011   | 185 - 908 |
| "Frodo's Headshots"                | 14 de Novembro de 2011  | 186 - 909 |
| "A Fishbowl Full of Glass Eyes"    | 21 de Novembro de 2011  | 187 - 910 |
| "What a Lovely Landing Strip"      | 5 de Dezembro de 2011   | 188 - 911 |
| "One False Move, Zimbabwe!"        | 12 de Dezembro de 2011  | 189 - 912 |
| "Slowly and in a Circular Fashion" | 2 de Janeiro de 2012    | 190 - 913 |
| "A Possum on Chemo"                | 16 de Janeiro de 2012   | 191 - 914 |
| "The Duchess of Dull-in-Sack"      | 6 de Fevereiro de 2012  | 192 - 915 |
| "Sips, Sonnets and Sodomy"         | 13 de Fevereiro de 2012 | 193 - 916 |
| "Not In My Mouth!"                 | 20 de Fevereiro de 2012 | 194 - 917 |
| "The War Against Gingivitis"       | 27 de Fevereiro de 2012 | 195 - 918 |
| "Palmdale, Ech"                    | 19 de Março de 2012     | 196 - 919 |
| "Grandma's Pie"                    | 9 de Abril de 2012      | 197 - 920 |
| "Mr. Hose Says 'Yes"               | 16 de Abril de 2012     | 198 - 921 |
| "Why We Gave Up Women"             | 30 de Abril de 2012     | 199 - 922 |
| "The Straw In My Donut Hole"       | 7 de Maio de 2012       | 200 - 923 |
| "Oh Look! Al Qaeda!"               | 14 de Maio de 2012      | 201 - 924 |

### Décima temporada: 2012–2013
| Título Original                             | Data de Exibição       | #          |
| ------------------------------------------- | ---------------------- | ---------- |
| "I Changed My Mind About the Milk"          | 27 de Setembro de 2012 | 202 - 1001 |
| "A Big Bag of Dog"                          | 4 de Outubro de 2012   | 203 - 1002 |
| "Four Balls, Two Bats and One Mitt"         | 11 de Outubro de 2012  | 204 - 1003 |
| "You Know What the Lollipop is For"         | 18 de Outubro de 2012  | 205 - 1004 |
| "That's Not What They Call It In Amsterdam" | 25 de Outubro de 2012  | 206 - 1005 |
| "Ferrets, Attack"                           | 1 de Novembro de 2012  | 207 - 1006 |
| "Avoid the Chinese Mustard"                 | 8 de Novembro de 2012  | 208 - 1007 |
| "Something My Gynecologist Said"            | 15 de Novembro de 2012 | 209 - 1008 |
| "I Scream When I Pee"                       | 29 de Novembro de 2012 | 210 - 1009 |
| "One Nut Johnson"                           | 6 de Dezembro de 2012  | 211 - 1010 |
| "Give Santa A Tail-Hole"                    | 13 de Dezembro de 2012 | 212 - 1011 |
| "Welcome to Alancrest"                      | 3 de janeiro de 2013   | 213 - 1012 |
| "Grab a Feather and Get in Line"            | 10 de janeiro de 2013  | 214 - 1013 |
| "Run, Steven Raven! Run!"                   | 31 de janeiro de 2013  | 215 - 1014 |
| "Paint It, Pierce It or Plug I"             | 14 de Fevereio de 2013 | 216 - 1015 |
| "Advantage: Fat, Flying Baby"               | 7 de Fevereio de 2013  | 217 - 1016 |
| "Throgwarten Middle School Mysteries"       | 14 de Fevereio de 2013 | 218 - 1017 |
| "The 9:04 From Pemberton"                   | 7 de Março de 2013     | 219 - 1018 |
| "Big Episode. Someone Stole A Spoon"        | 14 de Março de 2013    | 220 - 1019 |
| "Bazinga! That's From A TV Show"            | 04 de Abril de 2013    | 221 - 1020 |
| "Another Night With Neil Diamond"           | 25 de Abril de 2013    | 222 - 1021 |
| "My Bodacious Vidalia"                      | 02 de Maio de 2013     | 223 - 1022 |
| "Cows, Prepare to be Tipped"                | 09 de Maio de 2013     | 224 - 1023 |